# Journal of Agricultural and Food Chemistry
Journal of Agricultural and Food Chemistry es una revista científica revisada por pares publicada desde 1953 por la American Chemical Society. La frecuencia de publicación es bimensual y publica artículos de investigación originales en el campo de la agricultura, química aplicada y la ciencia y tecnología de los alimentos.
De acuerdo con Journal Citation Reports, el factor de impacto de esta revista fue 2,912 en 2014. Actualmente el editor de esta publicación es James N. Seiber, de la Universidad de California en Davis, en EE. UU.
Journal of Agricultural and Food Chemistry está indexada actualmente en las bases de datos Chemical Abstracts Service (CAS), Scopus, ProQuest, PubMed, CABI, Ovid, Web of Science, y SwetsWise.